# Zonoplusia
Zonoplusia är ett släkte av fjärilar. Zonoplusia ingår i familjen nattflyn.
Kladogram enligt Catalogue of Life:
| Zonoplusia | \| \| Zonoplusia cornucopiae \| \| \| \| \| \| Zonoplusia ochreata \| \| \| \| |
|            | \| \| Zonoplusia cornucopiae \| \| \| \| \| \| Zonoplusia ochreata \| \| \| \| |
|            | Zonoplusia cornucopiae                                                         |
|            |                                                                                |
|            | Zonoplusia ochreata                                                            |
|            |                                                                                |